# Mutual Defense Aid Program
Het Mutual Defense Aid Program ook aangeduid met Mutual Defense Assistance Programme (afgekort tot MDAP) werd na de Tweede Wereldoorlog in het leven geroepen door de Verenigde Staten om de Europese landen te assisteren bij het opbouwen van hun strijdmachten. Het doel van het programma was ervoor te zorgen dat West-Europa buiten de invloedssfeer van de Sovjet-Unie bleef.
Tussen 1948 en 1954 is ca. 30 miljard dollar hieraan uitgegeven door de Verenigde Staten. Hieronder was begrepen:
1. Het leveren van goederen (voor een deel uit overbodig geworden voorraad).
2. Het financieren van projecten.
3. Het opleiden van personeel.

De hulp is tot in de jaren zestig voortgezet en langzaam afgebouwd. Heden ten dage kent de VS nog steeds diverse programma's (FMA - Foreign Military Assistance) om andere landen van wapens te voorzien. Israël is de grootste ontvanger van die programma's. Een ander programma is het Foreign Military Sales (FMS) programma

## Nederland
Nederland ontving tot in de jaren zestig wapens van de V.S.; gedurende de jaren vijftig kwam de helft van de materieelaanschaf voor rekening van de Amerikanen. Daaronder waren aanvankelijk vooral fregatten, mijnenvegers, onderzeeboten en een deel van de jachtvliegtuigen. In de jaren zestig werden nog Starfighter gevechtsvliegtuigen, Terrier, HAWK en Nike Hercules luchtdoelraketten geleverd.